# Anthonomus
Genre
Anthonomus est un genre d'insectes de l'ordre des coléoptères et de la famille des Curculionidae.
Ce genre comprend plusieurs ravageurs importants des plantes cultivées, tels que le Anthonomus grandis, le charançon du coton, Anthonomus pomorum, l'anthonome du pommier, Anthonomus rubi, l'anthonome du fraisier, et Anthonomus eugenii, le charançon du piment, ainsi que des auxiliaires prometteurs en lutte biologique, tels que Anthonomus santacruzi.

## Liste des espèces (110)
- Anthonomus adnexus Burke, 1988.
- Anthonomus aeneolus Dietz, 1891.
- Anthonomus albopilosus Dietz, 1891.
- Anthonomus alboscutellatus Champion, 1903.
- Anthonomus albus Hatch, 1971.
- Anthonomus apertus Fall, 1901.
- Anthonomus appositus Fall, 1913.
- Anthonomus ater LeConte, 1876.
- Anthonomus atomarius Blatchley, 1916.
- Anthonomus bicorostris Blatchley, 1925.
- Anthonomus bolteri Dietz, 1891.
- Anthonomus brunnipennis Mannerheim, 1843.
- Anthonomus cognatus Burke, 1964.
- Anthonomus concinnus Dietz, 1891.
- Anthonomus confusus Dietz, 1891.
- Anthonomus consimilis Dietz, 1891.
- Anthonomus consors (Dietz, 1891).
- Anthonomus convictus Gates, 1972.
- Anthonomus corvulus LeConte, 1876.
- Anthonomus costulatus Suffrian, 1871.
- Anthonomus cycliferus Fall, 1913.
- Anthonomus cylindricollis Blatchley, 1916.
- Anthonomus debilis Blatchley, 1916.
- Anthonomus deceptus Sleeper, 1955.
- Anthonomus decipiens LeConte, 1876.
- Anthonomus dentoni Angell, 1893.
- Anthonomus disjunctus LeConte, 1876.
- Anthonomus dorothyae Hatch, 1971.
- Anthonomus effetus Dietz, 1891.
- Anthonomus elongatus LeConte, 1876.
- Anthonomus eugenii Cano, 1894.
- Anthonomus faber Dietz, 1891.
- Anthonomus finitimus Burke, 1988.
- Anthonomus flavus Boheman, 1843.
- Anthonomus floralis Dietz, 1891.
- Anthonomus fulvus LeConte, 1858.
- Anthonomus grandis Boheman, 1843 - anthonome du cotonnier ou charançon du coton ou ver de la capsule du cotonnier.
- Anthonomus gularis LeConte, 1876.
- Anthonomus haematopus Boheman, 1843.
- Anthonomus helianthi Fall, 1901.
- Anthonomus heterogenus Dietz, 1891.
- Anthonomus heterothecae Pierce, 1908.
- Anthonomus hirtus LeConte, 1876.
- Anthonomus imbricus Hatch, 1971.
- Anthonomus inermis Boheman, 1859.
- Anthonomus interstitialis Dietz, 1891.
- Anthonomus irroratus Dietz, 1891.
- Anthonomus jacobianus Dietz, 1891.
- Anthonomus julichi Dietz, 1891.
- Anthonomus juniperinus (Sanborn, 1868).
- Anthonomus lecontei Burke, 1975.
- Anthonomus leucostictus Dietz, 1891.
- Anthonomus ligatus Dietz, 1891.
- Anthonomus likensis Blatchley, 1916.
- Anthonomus malkini Hatch, 1971.
- Anthonomus malpighiae Clark and Burke, 1985.
- Anthonomus melancholicus Dietz, 1891.
- Anthonomus miaephonus Pierce, 1912.
- Anthonomus minutus Hatch, 1971.
- Anthonomus molochinus Dietz, 1891.
- Anthonomus morulus LeConte, 1876.
- Anthonomus musculus Say, 1831.
- Anthonomus nebulosus LeConte, 1876.
- Anthonomus nigrinus Boheman, 1843.
- Anthonomus nubilus LeConte, 1876.
- Anthonomus obesulus Fall, 1913.
- Anthonomus ochreopilosus Dietz, 1891.
- Anthonomus orchestoides Dietz, 1891.
- Anthonomus ornatulus Dietz, 1891.
- Anthonomus parvulus Blatchley, 1922.
- Anthonomus pauperculus LeConte, 1876.
- Anthonomus peninsularis Dietz, 1891.
- Anthonomus pomorum (Linnaeus, 1758) - anthonome du pommier ou charançon du pommier.
- Anthonomus pictus Blatchley, 1922.
- Anthonomus profundus LeConte, 1876.
- Anthonomus pusillus LeConte, 1876.
- Anthonomus pyri Boheman, 1843 - anthonome d'hiver du poirier
- Anthonomus quadrigibbus Say, 1831.
- Anthonomus quesnelensis Sleeper, 1955.
- Anthonomus robustulus LeConte, 1876.
- Anthonomus rubi (Herbst, 1795)
- Anthonomus rubidus LeConte, 1876.
- Anthonomus rubricus Schenkling & Marshall, 1934.
- Anthonomus rufipennis LeConte, 1876.
- Anthonomus rufipes LeConte, 1876.
- Anthonomus rutilus (Boheman, 1843).
- Anthonomus sexguttatus Dietz, 1891.
- Anthonomus signatus Say, 1831 - anthonome de la fleur du fraisier.
- Anthonomus simiolus Blatchley, 1916.
- Anthonomus solani Fall, 1913.
- Anthonomus solarii Champion, 1910.
- Anthonomus sphaeralciae Fall, 1913.
- Anthonomus squamans Champion, 1903.
- Anthonomus squamosus LeConte, 1876.
- Anthonomus squamulatus Dietz, 1891.
- Anthonomus stolatus Fall, 1901.
- Anthonomus subfasciatus LeConte, 1876.
- Anthonomus subguttatus Dietz, 1891.
- Anthonomus subvittatus LeConte, 1876.
- Anthonomus summeri Hatch, 1971.
- Anthonomus suturalis LeConte, 1824.
- Anthonomus tahoensis Fall, 1901.
- Anthonomus tectus LeConte, 1876.
- Anthonomus tenuis Fall, 1913.
- Anthonomus testaceosquamosus Linell, 1897.
- Anthonomus texanus Dietz, 1891.
- Anthonomus trisicifer Clark, 1991.
- Anthonomus ungularis LeConte, 1876.
- Anthonomus univestis Schenkling & Marshall, 1934.
- Anthonomus varipes Jacquelin du Val, 1857.
- Anthonomus xanthocnemus Dietz, 1891.
- Anthonomus xanthoxyli Linell, 1897.